# Szeszkvilineáris forma
Egy szeszkvilineáris forma a lineáris algebrában egy kétváltozós függvény, ami két vektorhoz hozzárendel egy skalárt, úgy, hogy az egyik változójában lineáris, a másikban szemilineáris. Az elnevezés a latin sesqui szóból származik, melynek jelentése másfél. Egy klasszikus példa a {\displaystyle f\colon \mathbb {C} ^{n}\times \mathbb {C} ^{n}\to \mathbb {C} } komplex standard skalárszorzat:
{\displaystyle f((v_{1},\ldots ,v_{n}),(w_{1},\ldots ,w_{n}))={\overline {v}}_{1}w_{1}+\ldots +{\overline {v}}_{n}w_{n}}
ahol a felülvonás a komplex konjugálást jelenti.
A két argumentum származhat két különböző  {\displaystyle V,W} vektortérből, azonban ezeknek egy közös {\displaystyle K} test fölöttinek kell lenniük. Egy {\displaystyle f\colon V\times W\to K} szeszkvilineáris forma lineáris forma az egyik, és szemilineáris a másik argumentumban. Két konvenció él, melyek nem értenek egyet abban, hogy melyik argumentum a lineáris, és melyik a szemilineáris. A fizikában mindig az első argumentum szemilineáris.
Valós számok fölött a szeszkvilineáris forma egybeesik a bilineáris formával.

## Definíció
Legyenek {\displaystyle V,W} komplex vektorterek. Egy {\displaystyle S\colon V\times W\to \mathbb {C} ,\quad (v,w)\mapsto S(v,w)=\langle v,w\rangle } leképezés szeszkvilineáris forma, ha szemilineáris az első argumentumában, és lineáris a másodikban, vagyis
- {\displaystyle \langle v_{1}+v_{2},w\rangle =\langle v_{1},w\rangle +\langle v_{2},w\rangle }
- {\displaystyle \langle \lambda v,w\rangle ={\overline {\lambda }}\;\langle v,w\rangle ;}

és
- {\displaystyle \langle v,w_{1}+w_{2}\rangle =\langle v,w_{1}\rangle +\langle v,w_{2}\rangle }
- {\displaystyle \langle v,\lambda w\rangle =\lambda \,\langle v,w\rangle .}

ahol {\displaystyle v,v_{1},v_{2}\in V}, {\displaystyle w,w_{1},w_{2}\in W} és {\displaystyle \lambda \in \mathbb {C} }.
Néha ehelyett az első argumentumban írnak elő linearitást és a másikban szemilinearitást, ez a megkülönböztetés azonban csak formális jellegű.
Ez a definíció kiterjeszthető más testekre és modulusokra is, amennyiben az adott test vagy gyűrű bír egy kitüntetett {\displaystyle \lambda \mapsto {\overline {\lambda }}} automorfizmussal vagy endomorfizmussal. Pozitív karakterisztikájú testekben ez a Frobenius-homomorfizmus.
A konstans nulla leképezés {\displaystyle S=0} szeszkvilineáris forma. Szeszkvilineáris formák pontonkénti összege és pontonkénti skalárszorosa szintén szeszkvilineáris forma. Így a szeszkvilineáris formák komplex vektorteret alkotnak.

## Hermitikus szeszkvilineáris forma
Egy {\displaystyle S\colon V\times V\to \mathbb {C} } szeszkvilineáris forma hermitikus, ha
{\displaystyle S(v,w)={\overline {S(w,v)}}}
Ez a definíció analóg a szimmetrikus bilineáris formához. Az elnevezés Charles Hermite nevét őrzi.

## Példák
Egy komplex vektortérben egy bázis szerinti standard skalárszorzat hermitikus szeszkvilineáris forma. Lásd még: Klein-tér.

## Polarizáció

### Állítás
Egy fontos képlet a polarizációs formula:
{\displaystyle {\begin{aligned}4\cdot S(y,x)&=\sum _{k=0}^{3}\mathrm {i} ^{k}S(x+\mathrm {i} ^{k}y,x+\mathrm {i} ^{k}y)\\&=S(x+y,x+y)+\mathrm {i} S(x+\mathrm {i} y,x+\mathrm {i} y)-S(x-y,x-y)-\mathrm {i} S(x-\mathrm {i} y,x-\mathrm {i} y),\end{aligned}}}
ami azt mutatja, hogy egy szeszkvilineáris formát meghatározza az átlója, vagyis az {\displaystyle \langle \xi ,\xi \rangle } értékei. Ez csak a szeszkvilineáris formára vonatkozik, bilineáris formákra nem igaz.

### Speciális eset
A polarizációs formula közvetlen következménye, hogy {\displaystyle S} pontosan akkor tűnik el, hogyha {\displaystyle S(x,x)=0} minden {\displaystyle x}-re.
Másként, ha {\displaystyle S(x,y),T(x,y)} szeszkvilineáris formák, és {\displaystyle S(x,x)=T(x,x)} minden {\displaystyle x}-re, akkor {\displaystyle (S-T)(x,x)=0}, azaz  {\displaystyle S=T}.

### Ellenpélda
Bilineáris esetben a polarizációs formula nem teljesül. Ezt a következő példa mutatja: Legyen {\displaystyle V=W\cong \mathbb {R} ^{2}}, és legyen :{\displaystyle S(x,y):=x^{T}{\begin{pmatrix}0&-1\\1&0\end{pmatrix}}y=-x_{1}y_{2}+x_{2}y_{1}}. {\displaystyle S} nyilván bilineáris, és {\displaystyle S(x,x)=-x_{1}x_{2}+x_{1}x_{2}=0} minden {\displaystyle x\in \mathbb {R} ^{2}}-re. Másrészt {\displaystyle S((1,0),(0,1))=1}.

### Következmény
Legyen {\displaystyle ({\mathcal {H}},\langle \cdot ,\cdot \rangle )} Hilbert-tér, és legyen {\displaystyle T} korlátos lineáris operátor. Ekkor {\displaystyle S(x,y):=\langle Tx,y\rangle } korlátos szeszkvilineáris forma, ahol a korlátosság azt jelenti, hogy {\displaystyle |S(x,y)|\leq C\|x\|\cdot \|y\|} (itt  {\displaystyle C=\|T\|}). Másrészt a Fréchet–Riesz reprezentációs tételből következően minden korlátos szeszkvilineáris forma meghatároz egy korlátos {\displaystyle T} operátort, úgy, hogy {\displaystyle S(x,y)=\langle Tx,y\rangle } minden {\displaystyle x,y\in {\mathcal {H}}}-ra.
Speciálisan, {\displaystyle S} pontosan akkor tűnik el, ha {\displaystyle T} is eltűnik. Ha ugyanis {\displaystyle S=0}, akkor {\displaystyle \|Tx\|^{2}=S(x,Tx)=0} minden {\displaystyle x\in {\mathcal {H}}}-ra, tehát {\displaystyle T=0}. A megfordítás közvetlenül adódik {\displaystyle S} definíciójából.
A polarizációs formulából az is adódik, hogy az operátor pontosan akkor nulla, ha {\displaystyle \langle Tx,x\rangle =0} minden {\displaystyle x}-re. Ez azonban csak a komplex számok fölött igaz. Valós számok fölött még azt is ki kell kötni, hogy {\displaystyle T} önadjungált.

## Általánosítás
A szeszkvilineáris forma modulusokra is kiterjeszthető, amennyiben van a nem feltétlenül kommutatív alapgyűrűnek antiautomorfizmusa. Legyenek {\displaystyle M,N} modulusok ugyanazon  {\displaystyle R} gyűrű fölött, és legyen {\displaystyle \theta } antiautomorfizmus {\displaystyle R}-en! Ekkor egy {\displaystyle \langle \cdot ,\cdot \rangle \colon M\times N\to R}  leképezés {\displaystyle \theta }-szeszkvilineáris forma, ha testszőleges {\displaystyle m,m_{1},m_{2}\in M}, {\displaystyle n,n_{1},n_{2}\in N} és {\displaystyle \lambda \in R} esetén teljesülnek a következő feltételek:
- {\displaystyle \langle m_{1}+m_{2},n\rangle =\langle m_{1},n\rangle +\langle m_{2},n\rangle }
- {\displaystyle \langle m,n_{1}+n_{2}\rangle =\langle m,n_{1}\rangle +\langle m,n_{2}\rangle }
- {\displaystyle \langle \lambda m,n\rangle =\lambda \langle m,n\rangle }
- {\displaystyle \langle m,\lambda n\rangle =\langle m,n\rangle \theta (\lambda )}[2]

## Forrás
- Siegfried Bosch. Lineare Algebra, 3., Heidelberg: Springer-Lehrbuch, 245–248. o. (2006)

## Fordítás
Ez a szócikk részben vagy egészben  a   Sesquilinearform című német Wikipédia-szócikk fordításán alapul.  Az eredeti cikk szerkesztőit annak laptörténete sorolja fel. Ez a jelzés csupán a megfogalmazás eredetét és a szerzői jogokat jelzi, nem szolgál a cikkben szereplő információk forrásmegjelöléseként.